# Винъс Уилямс
Винъс Ибъни Стар Уилямс (на английски: Venus Ebony Starr Williams) е професионална тенисистка от САЩ, родена в Линуд, Калифорния на 17 юни 1980 г. Нейната сестра Серина Уилямс също е известна тенисистка.
Винъс печели турнира Уимбълдън 5 пъти (2000, 2001, 2005, 2007 и 2008 г.) и 2 пъти завършва втора на него. На откритото първенство на САЩ също има 2 първи (2000, 2001 г.) и 2 втори места (1997, 2002).